# النعيم (أحور)

تعديل مصدري - تعديل

النعيم هي إحدى قرى عزلة أحور بمديرية أحور التابعة لمحافظة أبين، بلغ تعداد سكانها 148 نسمة حسب تعداد اليمن لعام 2004.